# Rolling Stone Top 100

Logotipo de la revista Rolling Stone

Rolling Stone Top 100 fue una lista de popularidad creada en 2019 publicada semanalmente por la revista Rolling Stone que compila los 100 sencillos más exitosos en los Estados Unidos. El gráfico se basa en el streaming y las ventas físicas y digitales que determinan la posición de una canción en la lista. Fue publicada por primera vez el 2 de julio de 2019 para la semana del 21 al 27 de junio de 2019, cuya primera canción  en alcanzar la posición número uno del Rolling Stone Top 100 fue «Old Town Road» de Lil Nas X. Y la última canción en ser número uno fue «Easy On Me» de Adele el 21 de octubre de 2021.

## Antecedentes
En diciembre de 2017, Penske Media Corporation adquirió la participación mayoritaria de la revista Rolling Stone de Wenner Media. Desde entonces, el director ejecutivo Jay Penske buscaba revitalizar y modernizar la publicación. En 2018, PMC se expandió aún más en el ámbito de la música tras invertir en la compañía BuzzAngle Music.

## Historia
En mayo de 2019, Rolling Stone anunció que publicaría su propia lista de éxitos que competiría con el  Billboard Hot 100 y que buscaba representar con precisión el «mundo de la música moderna». El gráfico se basaría en datos proporcionados por la compañía independiente Alpha Data, anteriormente conocida como BuzzAngle Music, propiedad de Penske Media Corporation. El 11 de mayo, se anunció que el lanzamiento se retrasaría indefinidamente y que el proyecto permanecería en beta privada.
Poco después, la lista sería eventualmente publicada en julio del mismo año bajo el nombre de Rolling Stone Top 100.